# Franz Gabriel von Bray

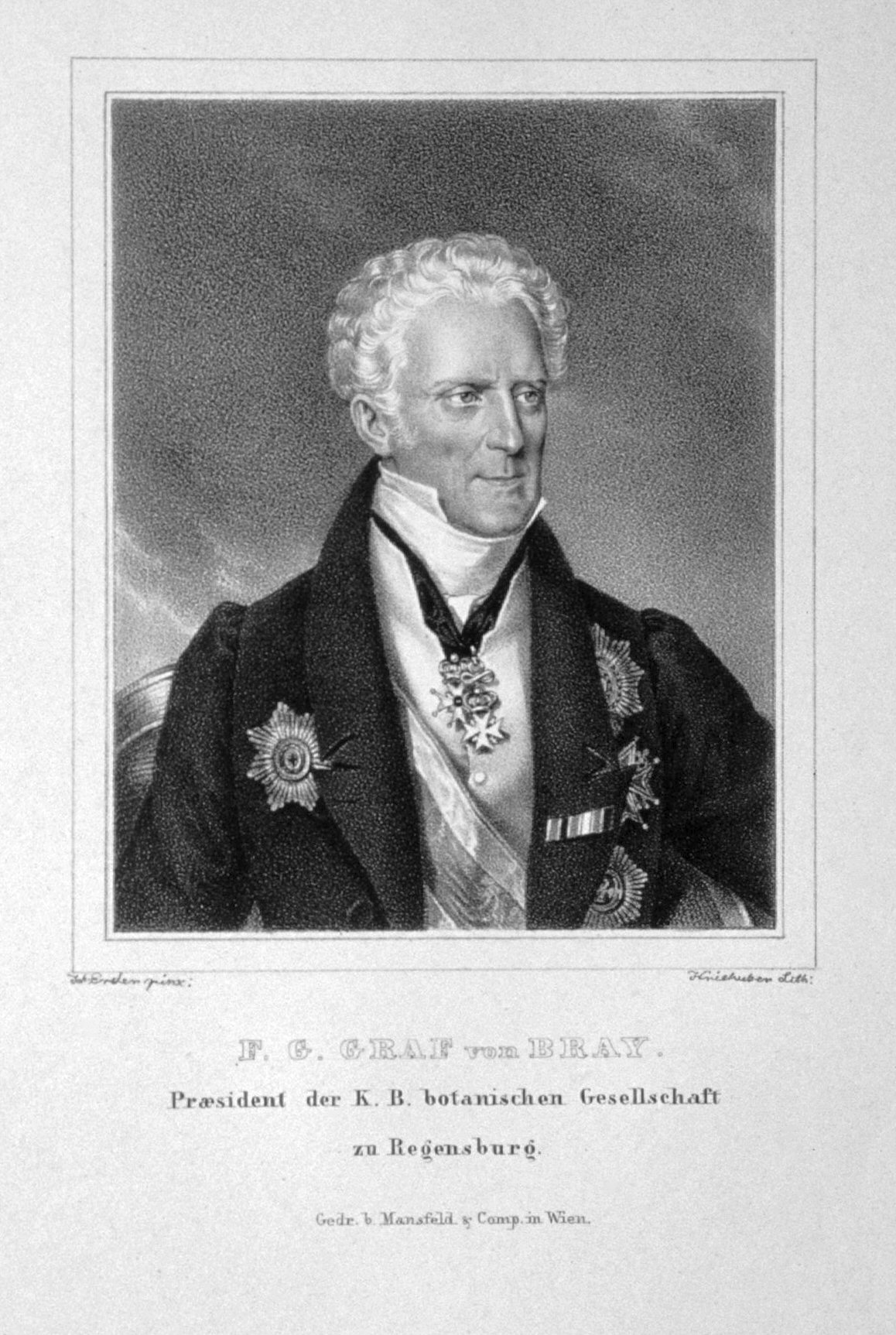
Franz Gabriel Graf Bray, Lithographie von Josef Kriehuber, nach einem Gemälde von Johann Nepomuk Ender

Franz Gabriel Graf von Bray oder François Gabriel de Bray, auch Debray (* 25. Dezember 1765 in Rouen; † 2. September 1832 in Irlbach) war ein französisch-deutscher Diplomat und Naturforscher aus dem Adelsgeschlecht der Brays.

## Herkunft
Seine Eltern waren Pierre Augustin Camille Bray und dessen Ehefrau Anne Le Faon. 

## Leben
Bray war zuerst in Diensten des Malteserordens und kam 1788 als französischer Legationssekretär zum Reichstag nach Regensburg. Infolge der revolutionären Umwälzung in Frankreich trat er schließlich 1799 in bayerische Dienste und wurde ein enger Freund und Berater von Maximilian von Montgelas. Seine diplomatischen Aufgaben führten ihn mehrmals nach Berlin, London und St. Petersburg. In Berlin lernte er auch seine Frau Sophie von Löwenstern kennen, die er 1805 heiratete. Er kam dadurch mit dem livländischen Adel in nähere Verbindung und konnte dadurch erstmals eine wissenschaftliche Geschichte Livlands verfassen.
1811 erwarb er das Schloss und die Brauerei von Irlbach bei Straubing sowie 1813 Schloss Schambach, wurde Geheimrat und 1812 vom Chevalier zum Grafen erhoben und wurde 1819 Reichsrat. Ab 1820 war er Gesandter in Paris und ab 1827 in Wien; 1831 ging er in den Ruhestand.
Schon in der Regensburger Zeit kam Bray mit David Heinrich Hoppe in Kontakt und wurde, zusammen mit seinem Freund Charles Jeunet Duval, gleich ein aktives Mitglied der 1790 gegründeten Regensburgischen Botanischen Gesellschaft, deren Präsident er 1811 wurde. Bray gelang es auch, das Interesse Kaspar Maria von Sternbergs, einem Freund Goethes, für die Botanik zu erwecken.
Bray wurde 1808 Ehrenmitglied der Bayerischen Akademie der Wissenschaften und 1822 der Russischen Akademie der Wissenschaften in St. Petersburg. Die  Alpenschotenkresse, die Hoppe im Großglocknergebiet entdeckt hatte, erhielt Bray zu Ehren die Bezeichnung Braya alpina. Eine Büste Brays stammt von Thorvaldsen.
Er war Ritter des Hubertusordens und des Malteserordens.
Am 28. März 1833 hielt Martius die Akademische Denkrede als Nachruf für Bray.

## Familie
Brays heiratete 1805 in Dresden Sophie von Loewenstern (1788–1855), eine Tochter des Rittergutsbesitzers Carl Otto von Loewenstern. Deren Sohn Otto von Bray-Steinburg wurde auch Berufspolitiker und brachte es bis zum Außenminister und Ministerpräsidenten Bayerns.

## Orden und Ehrungen
- Ritter des Hubertusordens

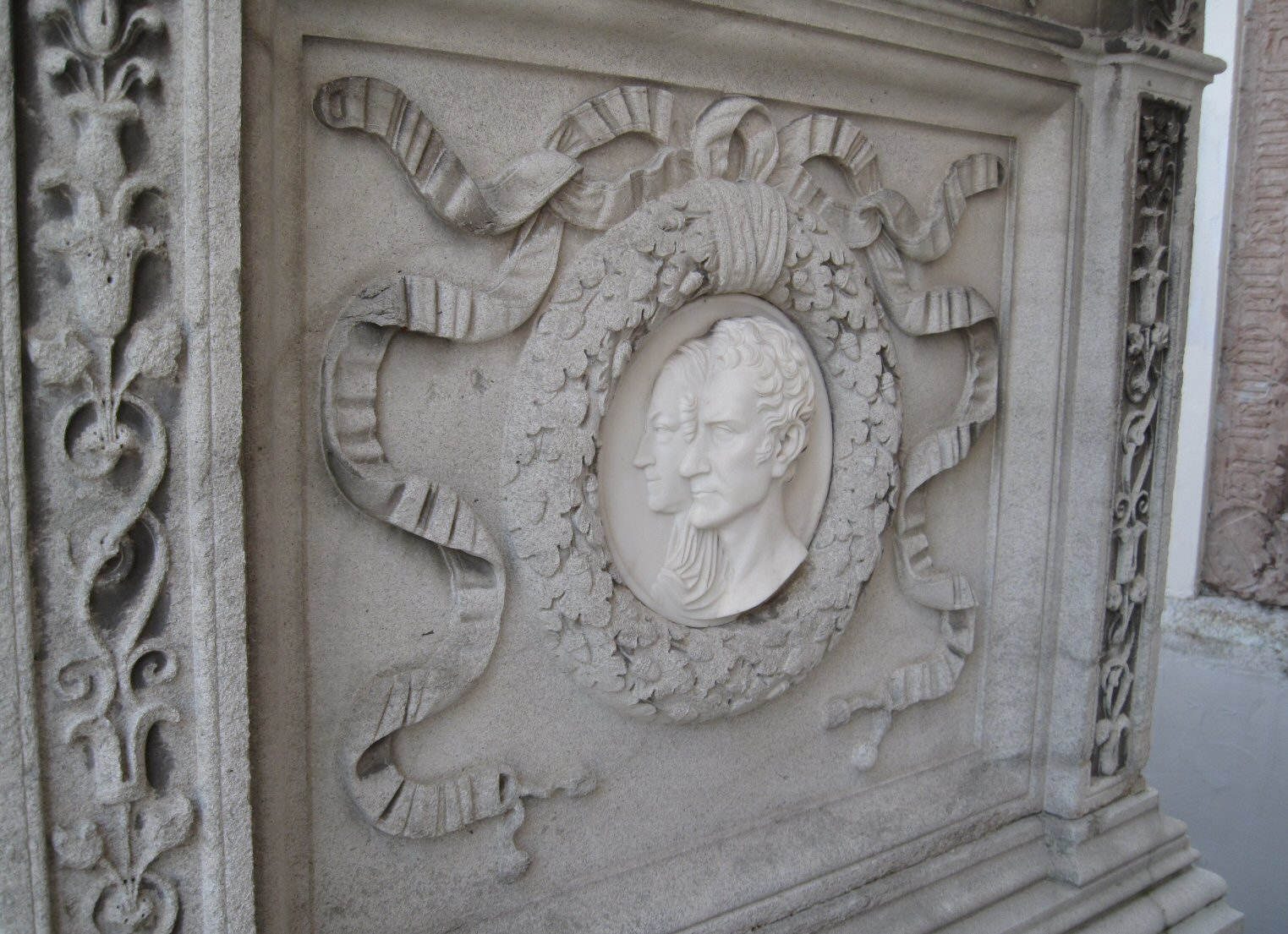
Franz Gabriel von Bray mit Frau Sophia (Relief am Grabmal in Irlbach)

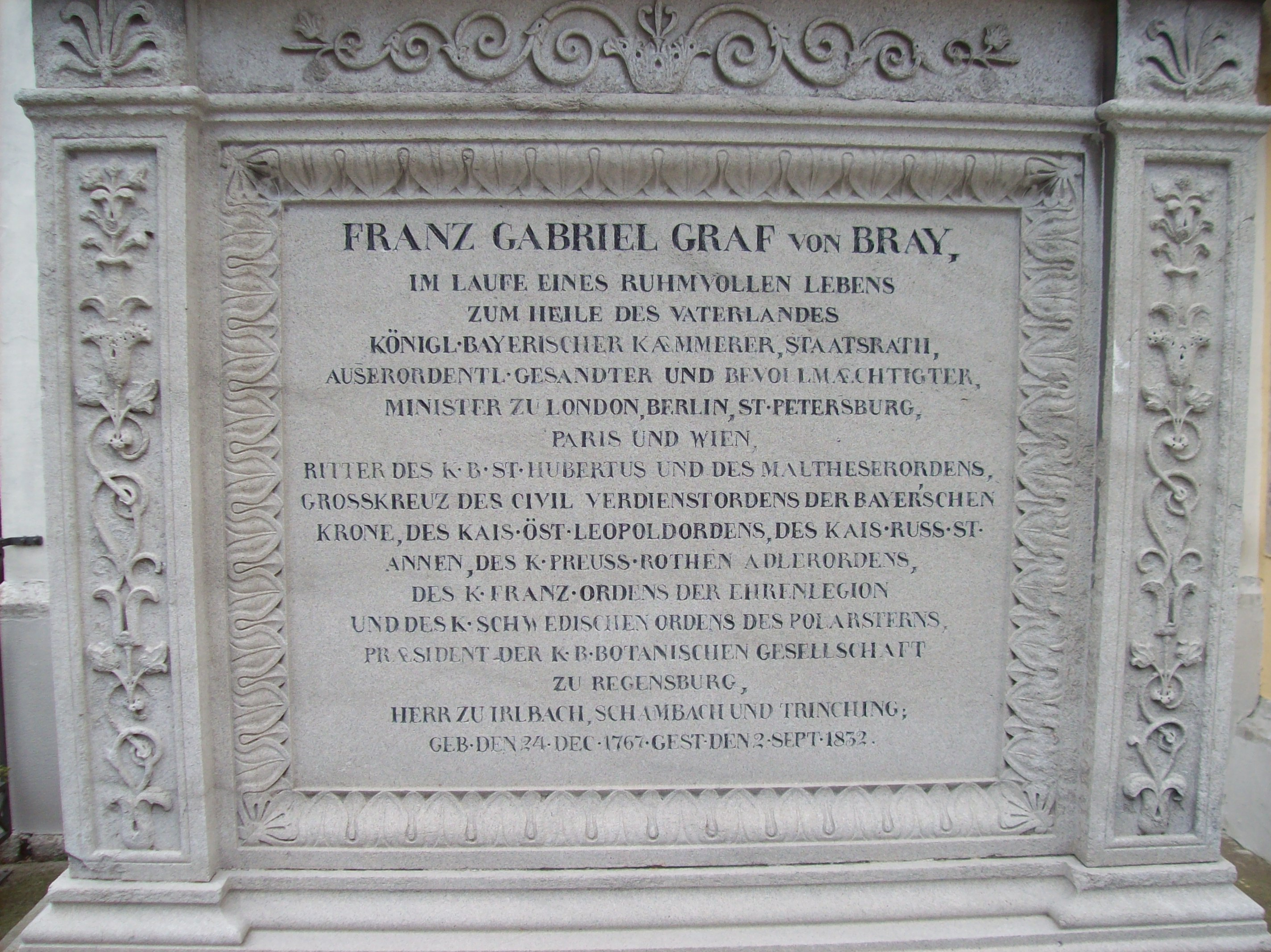
Grabmal Irlbacher Kirche: Inschrift für Franz Gabriel von Bray

- Großkreuz des Verdienstordens der Bayerischen Krone
- Großkreuz des ö.k. Leopold-Ordens
- Ritter I. Klasse des Annenordens
- Ritter I. Klasse des Roten Adlerordens
- Großkreuz der Ehrenlegion
- Großkreuz des Nordstern-Ordens
- Nach ihm sind die Pflanzengattungen Braya Sternb. & Hoppe und Brayopsis Gilg & Muschl., beide aus der Familie der Kreuzblütler (Brassicaceae) sowie die Gattungen Debraea Roem. & Schult. aus der Familie der Ritterspornbäume (Vochysiaceae) und Irlbachia Mart. aus der Familie der Enziangewächse (Gentianaceae) benannt.[1]